# Tukan (Rosja)
Tukan (ros. Тукан) – wieś (sieło) w Rosji, w Baszkortostanie, w rejonie biełorieckim. W 2010 liczyła 1331 mieszkańców.